# Ounasjoki
L'Ounasjoki è un fiume della Finlandia settentrionale, principale affluente del fiume Kemijoki, in cui confluisce a Rovaniemi.
Gli è stato dedicato un asteroide, 1473 Ounas.